# Utricularia praelonga
Utricularia praelonga — вид рослин із родини пухирникових (Lentibulariaceae).

## Середовище проживання
Цей вид має широке поширення на півдні Бразилії; також росте в Парагваї й Аргентині.
Цей багаторічний вид зазвичай росте на суші в піску у вологих саванах, болотах і на берегах струмків і річок; на висотах від 250 до 1500.

## Використання
Вид культивується ентузіастами роду. Торгівля незначна.